# Centro Histórico de Puebla
O Centro Histórico de Puebla, no estado de Puebla, no México é um Património Mundial da Unesco desde 1987. 
O centro histórico ainda contém muita arquitectura colonial espanhola. Vários dos velhos edificios ficaram seriamente danificados depois do terramoto de 1999. Mais recentemente algins dos edificios foram reparados, enquanto que outros ficaram na ruína.
De todos os edificios coloniais, o mais impressionante é a Catedral de Puebla, construida num estilo neoclássico misto. A Capilla del Rosario na Igreja de Santo Domingo é um dramático exemplo do Barroco Mexicano, sendo a capela embutida em ouro. Outros locais importantes são El Barrio del Artista, onde são produzidas artes locais e o Centro y Zócalo (a baixa da cidade) onde estão a Catedral de Puebla e o Palacio Nacional.

## Galeria

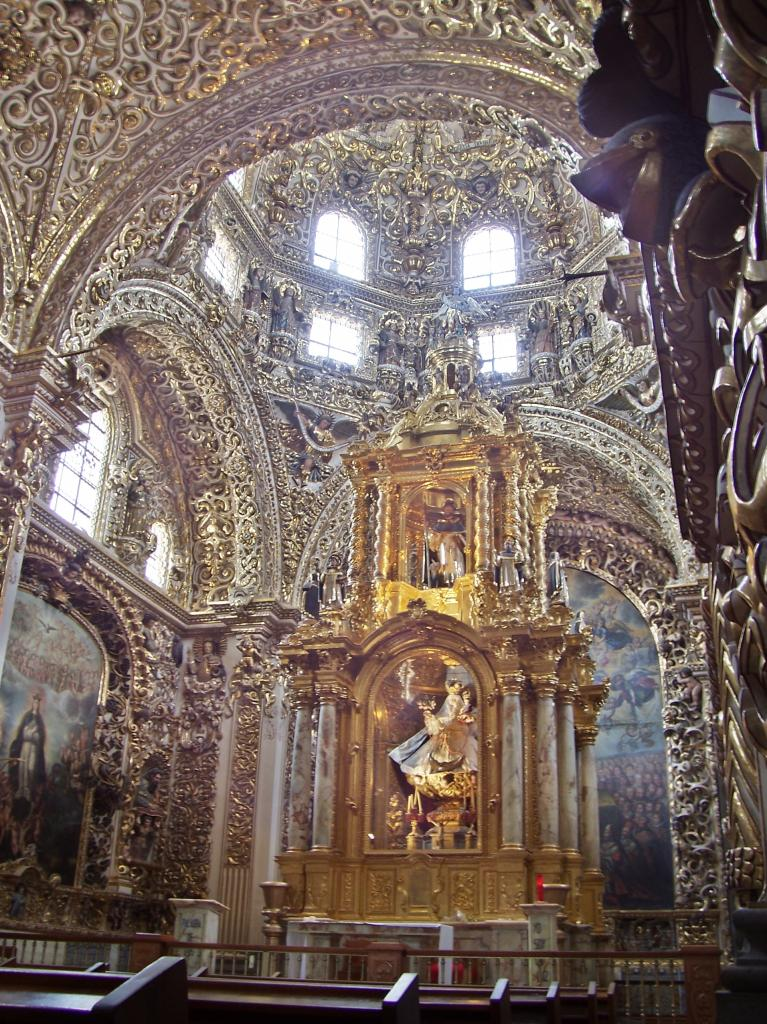
Capilla del Rosario.
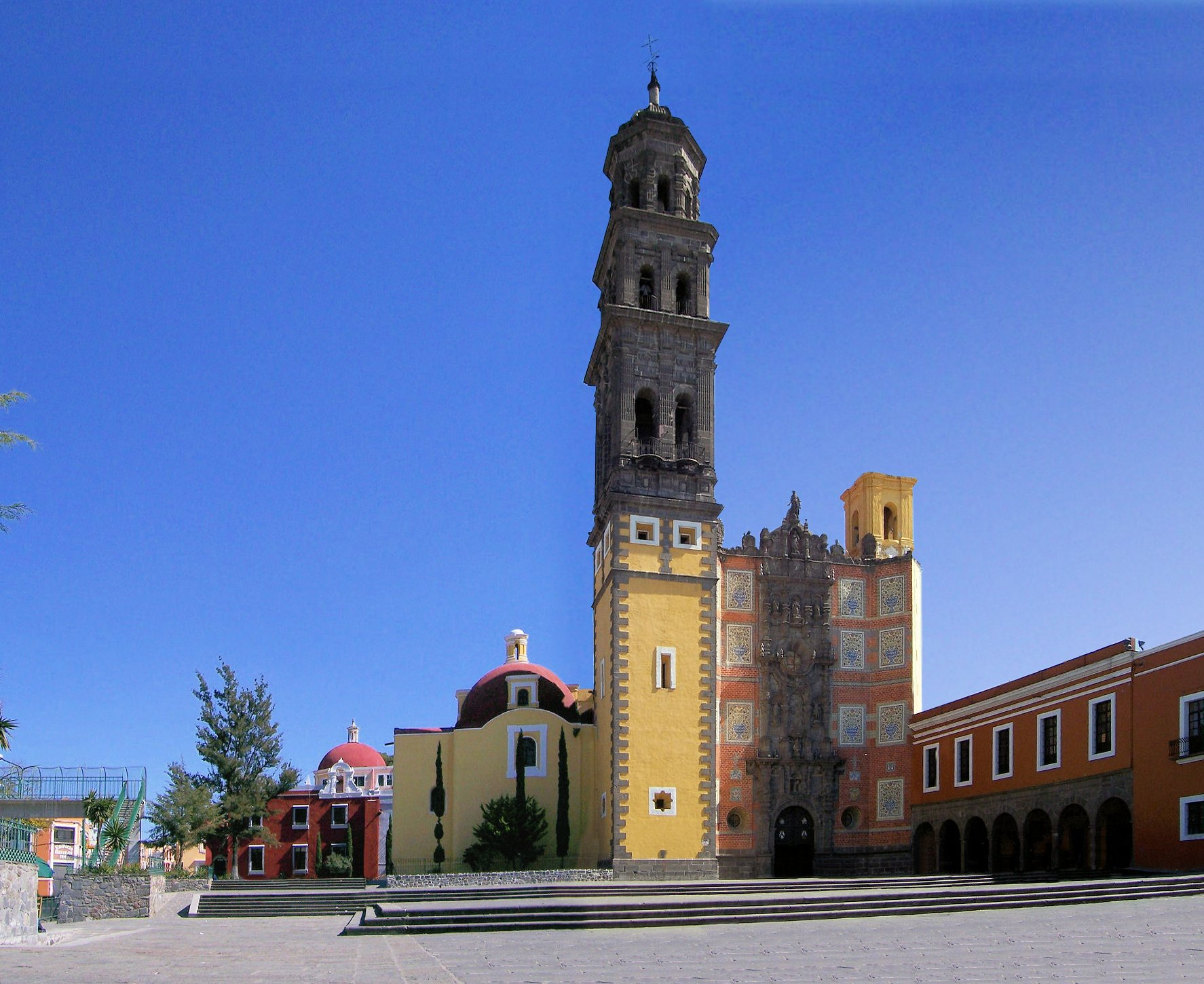
Templo de San Francisco.
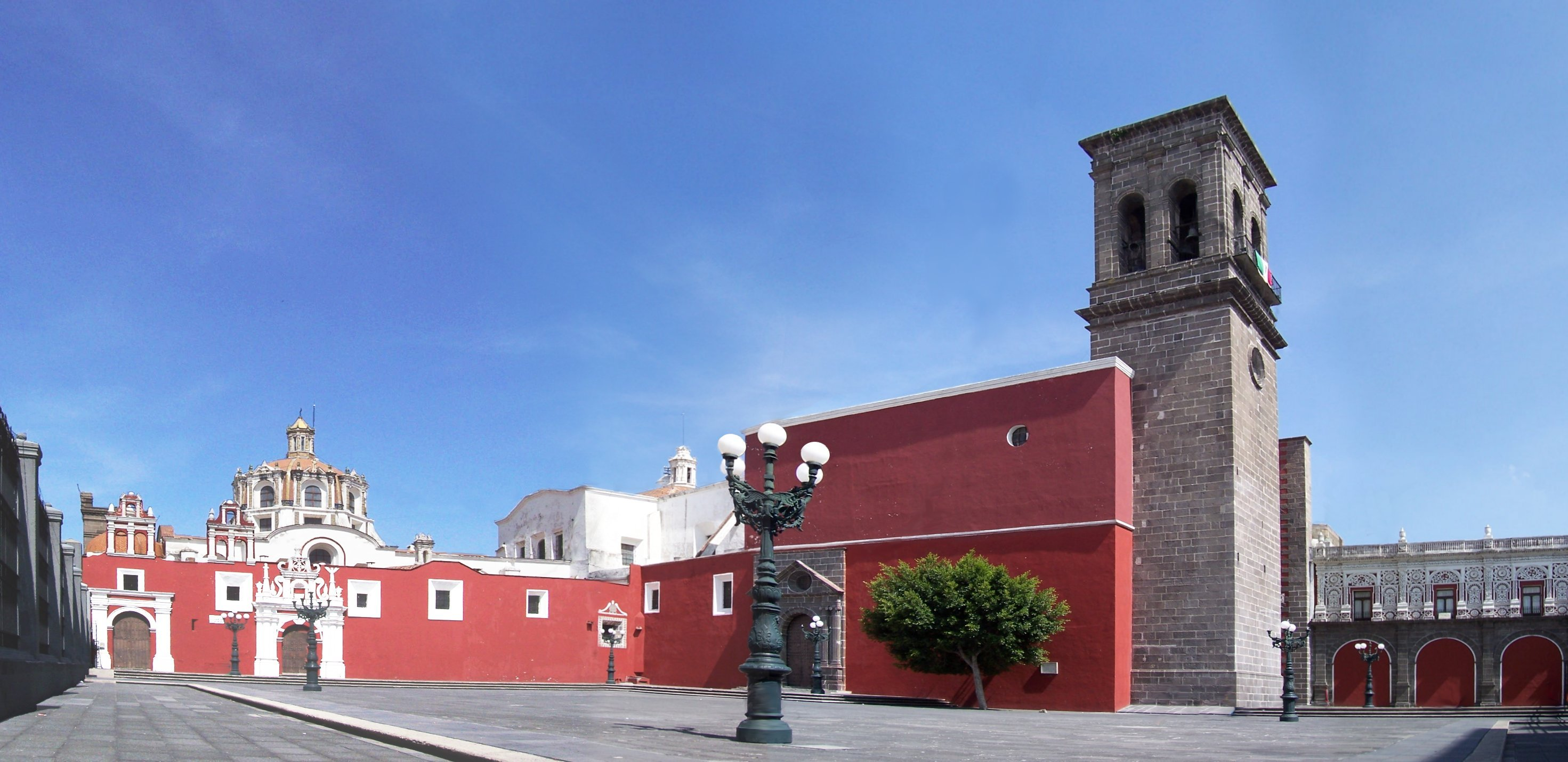
Templo Santo Domingo.
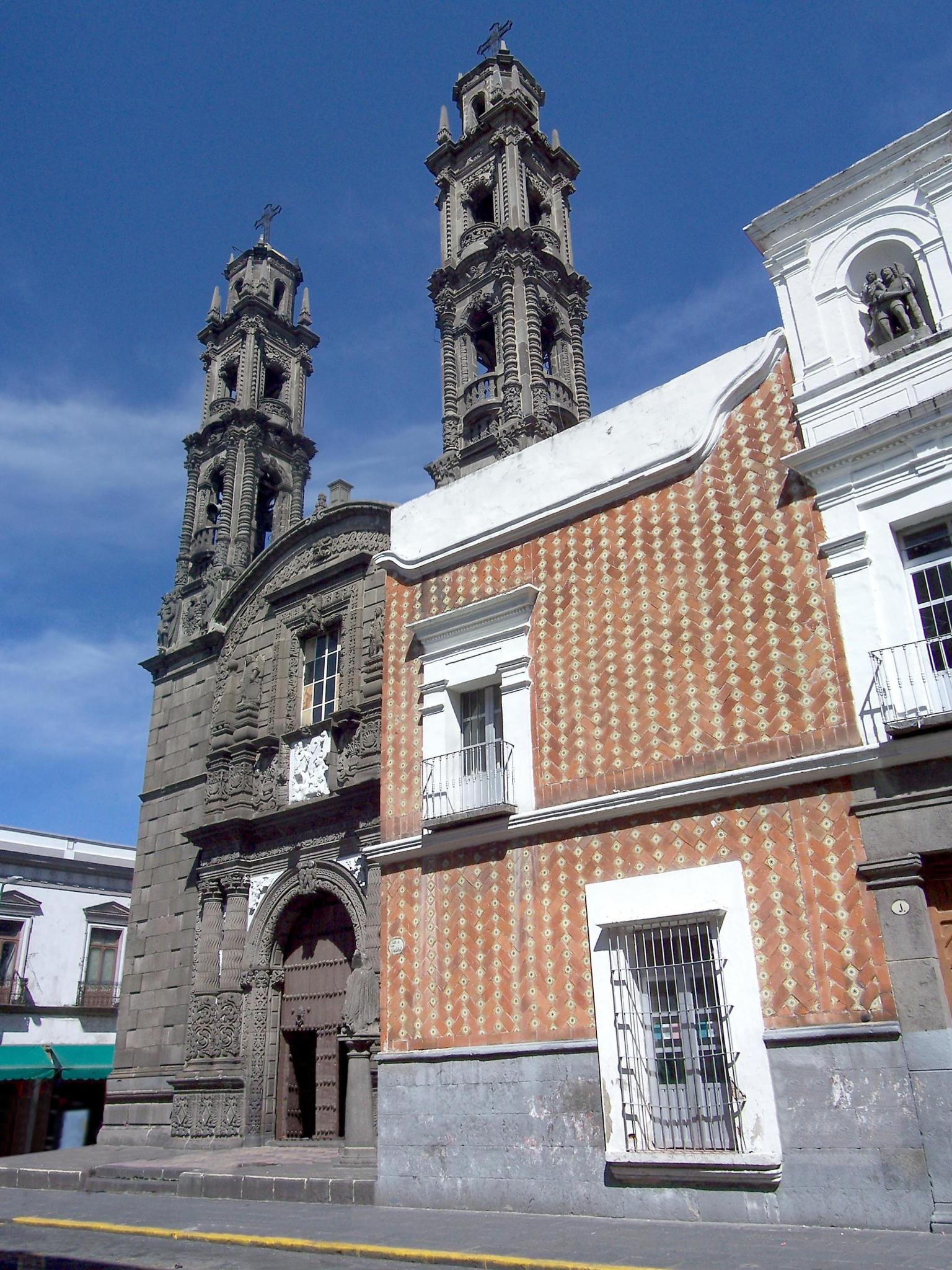
Templo San Cristobal.
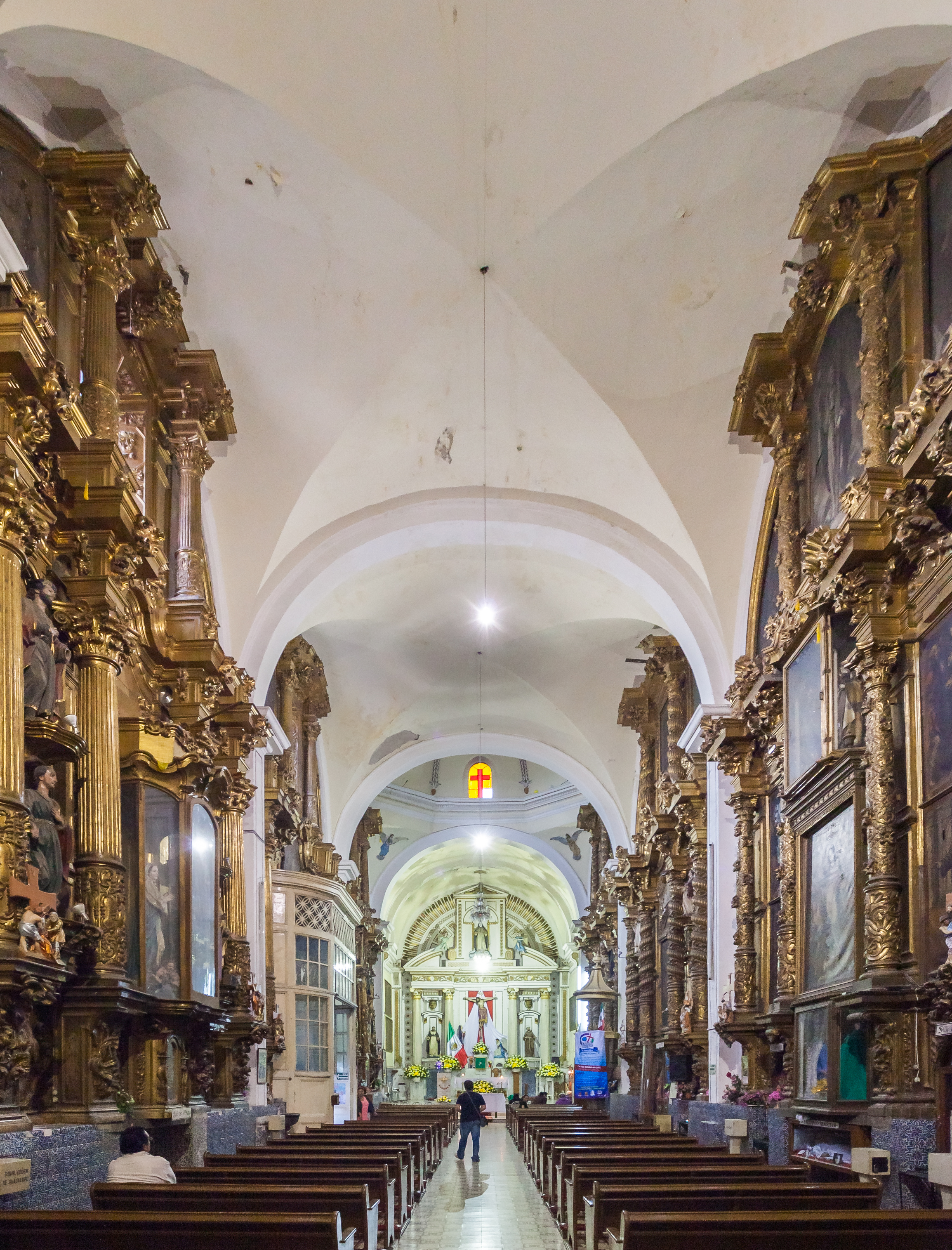
Templo Santa Catalina.